# Marek Dziewiecki
Marek Dziewiecki (ur. 3 lipca 1954 w Radomiu) – rzymskokatolicki prezbiter, doktor psychologii, odznaczony Medalem Komisji Edukacji Narodowej.
Kapłan diecezji radomskiej, ekspert Ministerstwa Edukacji z zakresu przedmiotu "Wychowanie do życia w rodzinie". Doktorat z nauk o wychowaniu uzyskał na Papieskim Uniwersytecie Salezjańskim w Rzymie w 1988. Jest adiunktem Uniwersytetu Kardynała Stefana Wyszyńskiego. Autor kilkunastu książek z dziedziny psychologii wychowawczej, przygotowania do życia w rodzinie, profilaktyki i terapii uzależnień. Stały współpracownik kwartalnika eSPe. Od 2010 roku związny ze Studium Życia Rodzinnego im. Biskupa Stanisława Stefanka, gdzie prowadzi wykłady dla małżeństw i narzeczonych. 
W latach 1999–2014 pełnił funkcję krajowego duszpasterza powołań, a od 2003 funkcję wicedyrektora Europejskiego Centrum Powołań.
Od 2000 jest dyrektorem radomskiego telefonu zaufania "Linia Braterskich Serc".

## Publikacje
- M. Dziewiecki, Anioł radości, Jedność, Kielce 2004
- M. Dziewiecki, Cielesność, płciowość, seksualność, Jedność, Kielce 2000
- M. Dziewiecki, Co czynię ze skarbem mego życia?, Edycja Świętego Pawła, Częstochowa 2006
- M. Dziewiecki, Czy warto brać ślub?, Nasza Przyszłość, Szczecinek 2008
- M. Dziewiecki, Do końca ich umiłował, Pomoc, Częstochowa 2007
- M. Dziewiecki, Dorastanie do świętości, Pomoc, Częstochowa 2006
- M. Dziewiecki, Integralna profilaktyka uzależnień w szkole, Rubikon, Kraków 2003
- M. Dziewiecki, Jak być młodym z charakterem?, Nasza Przyszłość, Szczecinek 2008
- M. Dziewiecki, Jak pomagać młodzieży w rozwoju?, Nasza Przyszłość, Szczecinek 2009
- M. Dziewiecki, Jak wygrać dorosłość?, Edycja Świętego Pawła, Częstochowa 2010
- M. Dziewiecki, Jak wygrać kobiecość?, Edycja św. Pawła, Częstochowa 2004
- M. Dziewiecki, Jak wygrać przyjaźń?, Edycja św. Pawła, Częstochowa 2004
- M. Dziewiecki, Jak wygrać nadzieję?, Edycja św. Pawła, Częstochowa 2007
- M. Dziewiecki, Jak wygrać życie?, Edycja Św. Pawła, Częstochowa 2002
- M. Dziewiecki, Kapłan – świadek Miłości, eSPe, Kraków 2005
- M. Dziewiecki, Kochać i wymagać, eSPe, Kraków 2006
- M. Dziewiecki, Komunikacja wychowawcza, Salwator, Kraków 2004
- M. Dziewiecki, Komunikacja pastoralna, Salwator, Kraków 2006
- M. Dziewiecki, Mężczyzna mocny miłością. Być księdzem dzisiaj, Edycja Świętego Pawła, Częstochowa 2010
- M. Dziewiecki, Miłość, która zdumiewa, eSPe, Kraków 2005
- M. Dziewiecki, Miłość, która zmartwychwstaje, Jedność, Kielce 2003
- M. Dziewiecki, Miłość pozostaje, Edycja Św. Pawła, Częstochowa 2001
- M. Dziewiecki, Miłość przemienia, Edycja Św. Pawła, Częstochowa 2002
- M. Dziewiecki, Młodzi pytają o Boga, człowieka i chrześcijaństwo, Salwator, Kraków 2008
- M. Dziewiecki, Młodzi pytają o miłość, rodzinę i wychowanie, Salwator, Kraków 2008
- M. Dziewiecki, Młodzi w poszukiwaniu szczęścia, Edycja Św. Pawła, Częstochowa 2003
- M. Dziewiecki, Modlitwa różańcowa dla rodzin, Pomoc, Częstochowa 2008
- M. Dziewiecki, Najpiękniejsza historia miłości, eSPe, Kraków 2005
- M. Dziewiecki, Nie tylko miłość, Jedność, Kielce 2004
- M. Dziewiecki, Niezawodna nadzieja, eSPe, Kraków 2006
- M. Dziewiecki, Niezawodna wiara, eSPe, Kraków 2007
- M. Dziewiecki, Niezawodna miłość, eSPe, Kraków 2007
- M. Dziewiecki, Nowoczesna profilaktyka uzależnień, Jedność, Kielce 2000
- M. Dziewiecki, Integralna profilaktyka w szkole, Rubikon, Kraków 2003
- M. Dziewiecki, Ochronić życie, eSPe, Kraków 2009
- M. Dziewiecki, Ona, on i miłość, eSPe, Kraków 2006
- M. Dziewiecki, Osoba i wychowanie, Rubikon, Kraków 2003
- M. Dziewiecki, Pamiętnik Perełki, Jedność, Kielce 2003
- M. Dziewiecki, Pedagogika integralna, Wydawnictwo Sióstr Loretanek, Warszawa 2010
- M. Dziewiecki, Powołani do życia w miłości i prawdzie, Rhetos, Warszawa 2004
- M. Dziewiecki, Pójść drogą błogosławieństwa, Salwator, Kraków 2009
- M. Dziewiecki, Psychologia porozumiewania się, Jedność, Kielce 2000
- M. Dziewiecki, Radość miłości, Jedność, Kielce 2005
- M. Dziewiecki, Seksualność: błogosławieństwo czy przekleństwo?, Salwator, Kraków 2004
- M. Dziewiecki, Szczęśliwe małżeństwo i trwała rodzina, Wyd. Sióstr Loretanek, Warszawa 2006
- M. Dziewiecki, Wychowanie do miłości, Nasza Przyszłość, Szczecinek 2010
- M. Dziewiecki, Wychowanie w dobie ponowoczesności, Jedność, Kielce 2002
- M. Dziewiecki, Różaniec na trzecie tysiąclecie, Edycja Św. Pawła, Częstochowa 2004
- M. Dziewiecki, Zagrożeni alkoholem, chronieni miłością, Pomoc, Częstochowa 2007
- M. Dziewiecki, Zwykłym językiem o niezwykłym chrześcijaństwie, Salwator, Kraków 2007
- M. Korzekwa, M. Dziewiecki, Błogosławieństwo i życie, Wyd. Sióstr Loretanek, Warszawa 2009
- M. Korzekwa, M. Dziewiecki, Bóg, człowiek i miłość, Wydawnictwo Nasza Przyszłość, Szczecinek 2010
- M. Korzekwa, M. Dziewiecki, Krajobrazy radości, Wydawnictwo TUM, Wrocław 2007
- M. Korzekwa, M. Dziewiecki, Mądrość prawdy, Pomoc, Częstochowa 2009
- M. Korzekwa, M. Dziewiecki, Miłość jest poezją, Pomoc, Częstochowa 2007
- M. Korzekwa, M. Dziewiecki, Przyjaźń, Salwator, Kraków 2007
- M. Korzekwa, M. Dziewiecki, Radość, Salwator, Kraków 2008
- M. Korzekwa, M. Dziewiecki, Radość mądrości, Jedność, Kielce 2006
- M. Korzekwa, M. Dziewiecki, Radość przyjaźni, Jedność, Kielce 2005
- M. Korzekwa, M. Dziewiecki, Świętość. Marzenia Boga o człowieku, Jedność, Kielce 2007
- M. Dziewiecki, Ojcze Nasz O Bogu Który Jest Blisko, Esprit 2018